# U-20ラグビースペイン代表
U-20ラグビースペイン代表（英語: Spain national under-20 rugby union team）は、20歳以下の選手で構成されるラグビースペイン代表チームである。
ワールドラグビーU20トロフィーなどに出場している。

## 歴史
2008年、創設。
そして2016年、ワールドラグビーU20トロフィー初出場で決勝進出するもU20サモア代表相手に敗れてワールドラグビーU20チャンピオンシップ昇格ならず。

## タイトル
- ワールドラグビーU20トロフィー
2位・1回 (2016年)

## 成績

### ワールドラグビーU20トロフィー
- 2016年 - 2位